# 東方深秘録 〜 Urban Legend in Limbo.
『東方深秘録 〜 Urban Legend in Limbo.』（とうほうしんぴろく アーバン・レジェンド・イン・リンボ）は、同人サークル黄昏フロンティア及び上海アリス幻樂団製作の対戦型格闘ゲーム。本作品は東方Projectの二次創作ではなく、上海アリス幻樂団との共同開発作品であり、公式に東方Project第14.5弾と呼ばれている。
本項では、以降は『深秘録』と称する。その他の本項で使用されている東方Project関連の略称については、東方Project#凡例を参照。

## 概要
『東方心綺楼』の流れをくむ対戦型格闘ゲーム。2014年11月16日に行われた「デジゲー博2014」にて発表され、コミックマーケット87（2014年12月）にて体験版が配布され、さらに博麗神社例大祭12（2015年5月）にて製品版が配布された。2015年5月15日より同人ショップなどへの委託開始。キャラクターイラストは『東方鈴奈庵』の春河もえが担当している。
2016年2月26日には、メディアスケープの『Play,Doujin!』という企画に参加する形で、追加要素を含めたPlayStation 4への移植が発表、2016年12月8日に発売された。東方Projectの公式作品がPlayStation向けに移植されるのは、本作が初である。

## システム
人気度による勝利判定を除く基本的なシステムは『心綺楼』に基づいている。
スペルカードの他に、今作の目玉となるオカルト技が出せるようになっている。オカルト技は実際に流行したとされるものが各キャラクターに搭載されている。
前作の『心綺楼』で使用した操作キー (ABCXYZ+方向キー) の方式ではなく、前々作の『非想天則』で使われた操作キー(ABC+方向キー)の方式が採用されている。
フィールドがミステリースポットに変化すると、それに対応した特殊ルールが課せられるようになり、一定時間「オカルトボール」が出現する。
オカルトボールに一番長く触れていた者（一番多く触れた者）が獲得することができ、一つでも持っていると「オカルト必殺技」を使用できる。オカルト必殺技の性能は所持しているボールの数によって変化する。前作『心綺楼』の「ラストワード」に代わり、ボールを4つ所持していた場合、全て消費することで「怪ラストワード」を使用できる。
またその他にも「格闘」、「射撃」、「必殺技」、「スペル」がある。 「スペル」はキャラクター選択時に、3つの中から選択できる。

## あらすじ
人間の里では、いくつもの奇妙な噂が広がっていた。その怪異には、口伝えで内容が変化する度に、怪異そのものも変化すると言う特徴があった。幻想郷の実力者たちはその性質を利用し、噂を操作して変化させ、自分に合う怪異を自らの力としていた。あるとき、「オカルトボールを七つ集めると、何かが起こる」という噂が広まった。皆はこぞって、そのオカルトボールを集め始める。

## 登場人物

### 新規の登場人物
ここでは、『深秘録』が初出の登場人物を解説する。
宇佐見 菫子（うさみ すみれこ）
東深見高校に所属する女子高生（人間）で、学年は1年。使用するオカルトは「深・世界七不思議」（ただし勝利メッセージにおいて「ドッペルゲンガーの怪」が真のオカルトだと発言している）。
人智を超えた現象を起こす超能力者で、非公認オカルトサークル「秘封倶楽部」の初代会長を務めていた。
今回の異変の黒幕であり、幻想郷と外の世界とを完全に繋げるために博麗大結界の破壊を画策。そのために幻想郷に数々の都市伝説を込めたオカルトボールを放ち、それを7つ集めた者を結界を壊す鍵となるように仕向けようとした。だがその目論見は華扇に見破られ、博麗神社にあけた穴を解してマミゾウを送り込まれる。マミゾウに勝利した際に幻想郷と外の世界を自由に行き来できるオカルトボールを手に入れるも、じつはこれはマミゾウが化かした偽物であり、勝負に負けたのもすべて策略であった。こうして自力で外の世界に戻る術を失い、さんざん他の妖怪に追い掛け回された挙句、神子の助力で元の世界に戻される。だがオカルトボールの力を危惧して外の世界に出てきた霊夢と交戦し、オカルトボールの力を全解放しようとするも、敗北し拘束される。しかし魔理沙の温情もあり口外無用を条件に元の世界に戻された。
その後は夢の中でのみ幻想郷に出入りするようになり、彼女に触れようとするとすり抜けてしまう。『茨歌仙』29話で、その原因が「夢幻病」という症状であることが判明した。 菫子がドッペルゲンガーの怪を真のオカルトとして使用していたことにより、本来見るはずの夢である「夢魂」が遊離してしまった。 さらに、本来なら現実と夢の世界を切り替えないといけないのだが、日常生活に支障を来たすほど幻想郷に入り浸った影響により、夢と現実の境界が曖昧になりつつあり、 このままでは夢魂が本物のドッペルゲンガーのような存在になってしまうという。

### 既存の登場人物
ここでは、『深秘録』が初出ではない登場人物を解説する。
博麗霊夢
博麗神社の巫女。使用するオカルトは「隙間女」。彼女のみストーリーが二部で構成されており、一部は最初から、二部は宇佐見菫子のストーリーをクリアすることでプレイできるようになる。一部では、偶然見つけた面白い物を試そうと魔理沙の元を訪ねたが、その後魔理沙から都市伝説の事を聞き、調査を始める。夜の神社で謎の影に遭遇するが、逃がしてしまう。二部は、オカルトボールを調べているうちに重大なことに気付き、このまま異変の元凶である菫子を放っておいたら危険だと勘づき、彼女を保護しに向かう。エクストラストーリーでは、気持ち悪いオカルトの噂と月の都のボールについて調べるうちに竹林で鈴仙と対峙する。
霧雨魔理沙
普通の魔法使い。使用するオカルトは「学校の七不思議」。霊夢から異変の事を聞き、オカルトボールを収集しに向かう。
茨木華扇
妖怪の山の仙人。使用するオカルトは「猿の手」。オカルトボールの危険性を鑑み、誰よりも早く回収に出発する。
藤原妹紅
迷いの竹林に住む蓬莱人。使用するオカルトは「人体自然発火現象」。何故か自分の元にオカルトボールを奪いに来る輩が集まるようになるが、持っていたボールの中に「黄泉比良坂」という気になる物を発見し、他の種類も集めようと竹林を後にし調査へ赴く。
少名針妙丸
一寸法師の末裔の小人。使用するオカルトは「リトルグリーンマン」。オカルトボールを全部集めると大きくなれるという噂を耳にし、ボール集めに出発する。
雲居一輪&雲山
命蓮寺で修行する妖怪と入道。使用するオカルトは「八尺さま」。オカルトボールを全部集めると覚りが開けるという噂を耳にし、ボールを集めに出発する。
聖白蓮
命蓮寺の住職。使用するオカルトは「ターボババァ」。本来のターボババァは自分で走るのに対し、彼女はバイクに乗る。オカルトボールが無為と深秘で出来ていることを恐れ、ボールを奪い合う幻想郷は悪夢だと判断した上で、悪意に利用されないよう封印すべくボール集めを行う。エクストラストーリーでは、都市伝説について重要なことに気付き、永遠亭に殴り込みをかけようとするが、鈴仙に敗れる。鈴仙の説明を聞いた後は再び都市伝説を楽しむべくバイクで退散した。
物部布都
尸解仙を自称する道士。使用するオカルトは「番町皿屋敷」。自身が選んだ都市伝説の影響で、十枚目の皿を探しているうちに、オカルトボールを集めると願いが叶うと聞き、調査へ向かう。
豊聡耳神子
神霊廟の復活した聖人。使用するオカルトは「赤マント青マント」。オカルトの秘密を暴くため、七つでは足りないオカルトボールを全て掌に収める目的で戦闘に赴く。エクストラストーリーでは、都市伝説について調べているうちに永遠亭に辿り着き、ある方が使用していた夢幻回廊を自身の力で破壊しようとした。ゆくゆくは鈴仙に敗れるが、都市伝説よりも重大な被害をもたらす異変について話を伝えた。
河城にとり
河童のエンジニア。使用するオカルトは「ネス湖の怪物ネッシー」。オカルトボールが金になると信じて売買に出向く。河童達が都市伝説を信じなかったため、その都市伝説に似せたマシンを河童達と協力し作り上げる。
古明地こいし
能力を封じた覚妖怪。使用するオカルトは「メリーさんの電話」。自身が選んだ都市伝説が通用するか、対戦相手を求めて各地をふらふらと彷徨う。
二ッ岩マミゾウ
化け狸。使用するオカルトは「M.I.B」。華扇の動きを観察しているうちに、オカルトボールが何で出来ているかを把握する。そして華扇達の企みには穴があることに気付き、元々外の世界に住んでいたことを利用し、汚れ役を担う為オカルトボール集めに向かう。
秦こころ
面霊気。使用するオカルトは「口裂け女」。自身が選んだ都市伝説そのものに成りきろうと、各地を彷徨い歩いている。

### PS4版で追加された登場人物
鈴仙・優曇華院・イナバ
玉兎。使用するオカルトは「くねくね」。主役を務めるエクストラストーリーは時系列的には東方紺珠伝の後の話となっている。
ある夜、普段より強い狂気を放っている満月を見て嫌気が刺し、早めに調査を終えようとしたところ、気持ち悪いオカルトの噂と月の都のボールの話を聞きつけた霊夢と交戦。その後は永遠亭に戻るが、同じ調査の為、師匠の八意永琳に会うべく殴り込みをかけてきた聖白蓮、豊聡耳神子と戦う。神子との交戦後に、永琳や月の都のボールを製作したとされる稀神サグメ、いずれの策でもない妙な話を聞きつけ、博麗神社に向かう。

## 用語
オカルトボール
本作のキーアイテム。外の世界の物質で構成された霊験豊かなパワーストーンであり、博麗大結界に干渉することができる。菫子はこれを利用して結界を破壊し、幻想郷と外の世界を繋げようとした。
その中の一つ「月の都」のオカルトボールのみイレギュラーであるが、実はこれは月の都を幻想郷に具現化させるために稀神サグメが作成したものだった。

## 音楽
1. 心揺さぶる都市伝説 - 作曲：あきやまうに
2. 幻想郷ふしぎ発見 - 作曲：あきやまうに
3. ボールのある日常 - 作曲：あきやまうに
4. オカルトアラカルト - 作曲：あきやまうに
5. 顕現した伝承の形 - 作曲：あきやまうに
6. 七玉蒐集ショウダウン - 作曲：あきやまうに
7. 時代の風の訪れ - 作曲：あきやまうに
8. 公正なる奪い合い - 作曲：あきやまうに
9. 価値がわからない - 作曲：あきやまうに
10. 対蹠地の鐘 - 作曲：あきやまうに
11. 可能性を信じて - 作曲：あきやまうに
12. 竹林インフレイム - 作曲：あきやまうに
13. 真実を知る者 - 作曲：あきやまうに
14. 華狭間のバトルフィールド - 作曲：ZUN
15. 外界フォークロア - 作曲：あきやまうに
16. ラストオカルティズム　～　現し世の秘術師 - 作曲：ZUN
17. 各々の結末 - 作曲：あきやまうに
18. 明かされる深秘 - 作曲：あきやまうに
19. 二色蓮花蝶 ～ Red and White - 作曲：ZUN アレンジ：コンプ（豚乙女）
20. 恋色マスタースパーク - 作曲：ZUN アレンジ：oiko
21. 時代親父とハイカラ少女 - 作曲：ZUN アレンジ：しゃばだば（Sound CYCLONE）
22. 感情の摩天楼　～ Cosmic Mind - 作曲：ZUN アレンジ：NYO（Silver Forest）
23. 大神神話伝 - 作曲：ZUN アレンジ：鯛の小骨
24. 聖徳伝説　～ True Administrator - 作曲：ZUN アレンジ：鷹（CROW'SCLAW）
25. 芥川龍之介の河童 ～ Candid Friend - 作曲：ZUN アレンジ：ゆうゆ
26. ハルトマンの妖怪少女 - 作曲：ZUN アレンジ：岸田（岸田教団）
27. 幻想郷の二ッ岩 - 作曲：ZUN アレンジ：秀三（石鹸屋）
28. 亡失のエモーション  - 作曲：ZUN アレンジ：どぶウサギ
29. 月まで届け、不死の煙 - 作曲：ZUN アレンジ：ziki_7
30. 輝く針の小人族　～ Little Princess - 作曲：ZUN アレンジ：あきやまうに
31. 狂気の瞳　～ Invisible Full Moon	- 作曲：ZUN	アレンジ：ビートまりお
32. ネオ竹林インフレイム	- 作曲：あきやまうに Guitar : にいむ
33. 億万劫の鐘 - 作曲：あきやまうに
34. オカルトアトラクト - 作曲：あきやまうに Guitar : にいむ
35. 境界フォークロア - 作曲：あきやまうに
36. アンノウンX　～ Occultly Madness - 作曲：ZUN
37. 相貌の狂い　～ Horrible Night - 作曲：あきやまうに

## 関連作品
深秘的楽曲集 宇佐見菫子と秘密の部室
本作のオリジナルサウンドトラック。コミックマーケット88（2015年8月14日）にて頒布された。
深秘的楽曲集・補
本作PS4版の初回生産限定盤に付属したサウンドトラック。移植の際に追加された楽曲が収録されている。